# Tari (Papua Nova Guiné)
Tari é a capital do distrito de Tari-Pori e é o centro do país Huli na província de Hela de Papua Nova Guiné. É o segundo maior assentamento da província e acessível por estrada a partir de Mendi.

## Clima
Tari tem um clima subtropical de terras altas (Köppen Cfb) com chuvas fortes e temperaturas amenas a quentes durante todo o ano.

## Acidentes de aviação
O aeronave Cessna 206 operada pela Missionary Aviation Fellowship caiu perto de Tari em 23 de março de 2006, matando seu piloto e ferindo 3 passageiros.